# Vénérande Robichaud
Vénérande Robichaud, född 1753, död 1839, var en kanadensisk affärsidkare.  Hon 
är främst känd för sin bevarade korrespondens med sin bror Otho Robichaud. 